# Powiat Saarlouis
Powiat Saarlouis (niem. Landkreis Saarlouis) – powiat w niemieckim kraju związkowym Saara. Stolicą powiatu jest miasto Saarlouis.

## Podział administracyjny
Powiat Saarlouis składa się z:
- trzech gmin miejskich (Stadt)
- dziesięciu gmin wiejskich (Gemeinde)

Gminy miejskie:
| Lp. | Nazwa gminy miejskiej | Ludność (31.12.2010) | Powierzchnia km² |
| --- | --------------------- | -------------------- | ---------------- |
| 1   | Dillingen/Saar        | 20.808               | 22,07            |
| 2   | Lebach                | 19.784               | 64,15            |
| 3   | Saarlouis             | 37.136               | 43,27            |

Gminy wiejskie:
| Lp. | Nazwa gminy wiejskiej | Ludność (31.12.2010) | Powierzchnia km² |
| --- | --------------------- | -------------------- | ---------------- |
| 1   | Bous                  | 7.131                | 7,61             |
| 2   | Ensdorf               | 6.605                | 8,39             |
| 3   | Nalbach               | 9.181                | 22,43            |
| 4   | Rehlingen-Siersburg   | 15.432               | 61,16            |
| 5   | Saarwellingen         | 13.444               | 41,65            |
| 6   | Schmelz               | 16.697               | 58,64            |
| 7   | Schwalbach            | 17.666               | 27,31            |
| 8   | Überherrn             | 11.687               | 34,31            |
| 9   | Wadgassen             | 18.210               | 25,93            |
| 10  | Wallerfangen          | 9.527                | 42,17            |

## Współpraca
Powiatem partnerskim jest powiat bocheński w Polsce.